# Bouglainval
Bouglainval é uma comuna francesa na região administrativa do Centro, no departamento Eure-et-Loir. Estende-se por uma área de 14,21 km². Em 2010 a comuna tinha 775 habitantes (densidade: 54,5 hab./km²).